# Реал Мадрид ТВ
Реал Мадрид ТВ (на английски: Real Madrid TV) е криптиран цифров телевизионен канал, собственост на футболен клуб Реал Мадрид. Каналът е на разположение на испански и английски език. Той се намира в „Ciudad Deportiva“ („Спортен град“), във Валдебебас, Мадрид, където е тренировъчният лагер на Реал Мадрид.